# Colonie romaine
Pour les articles homonymes, voir Colonie (homonymie).
Les colonies romaines étaient des établissements créés par l’État romain — d'abord République puis Imperium, au nom de Rome —, et destinés au contrôle d’un territoire récemment conquis, à la différence des colonies puniques, comptoirs commerciaux, ou des colonies grecques, colonies de peuplement. Elles mêlent dans le même cadre urbain, religieux et institutionnel les citoyens romains et les autochtones vaincus, esclaves, affranchis et pérégrins. D’abord garnisons militaires au IVe siècle av. J.-C., elles deviennent des colonies de peuplement offrant des terres aux prolétaires (déduction de colonies) à partir du IIIe siècle av. J.-C., et aux vétérans démobilisés à partir de Sylla, qui leur offre les terres confisquées aux proscrits.
L'action de fonder une colonie ou d'établir une garnison de colons était la deductio :
- deductio oppidorum : fondation de villes[1]
- in oppida militum deductio : établissement de garnisons dans les villes[2]

## Statut politique de la colonie
Les colonies connaissent deux statuts possibles :
- la colonie romaine (colonia ciuium Romanorum), peuplée de citoyens romains, s’organise comme municipe de droit romain, sorte de Rome en miniature, avec ses magistrats (duumuiri) et ses notables (décurions), réunis en conseil municipal (équivalent du sénat romain). Ses habitants libres des générations suivantes sont automatiquement citoyens romains[3] ;
- la colonie latine, ou colonie de droit latin (colonia juris latini), fondée par la Ligue latine jusqu'à sa dissolution en 338 av. J.-C., par Rome ensuite, avec une population mélangeant des citoyens romains et des citoyens latins. Elle forme un municipe de droit latin, ses générations suivantes héritent de la citoyenneté latine, même si elles sont d’origine romaine, et disposent donc de ce fait de droits civiques inférieurs à ceux des habitants d’une colonie romaine.

## Développement des colonies
« À partir du Ve siècle av. J.-C. la république romaine a essaimé plusieurs colonies en Italie. Plutôt qu'un programme politique et militaire au long cours, les historiens et les archéologues dévoilent une progression pragmatique, adaptée aux situations locales et à celle de l'Urbs. Et qui ne se fit pas sans violences contre les “indigènes” ». L’implantation des colonies suit l’extension de la domination romaine : d’abord en Italie (Ostie, fondée en 350 av. J.-C.), puis en Sicile, en Sardaigne, en Hispanie et en Afrique. Les colonies sont soit des fondations entièrement nouvelles soit des refondations sur des cités plus anciennes.

### Sous la République
Les premières colonies en Italie relaient les fondations de la Ligue latine, et sont avant tout des garnisons placées en des points stratégiques, sur le front ou les axes de la conquête romaine. Ensuite, des colonies agraires comme à Ariminum offrent de nouvelles terres aux citoyens.
La première moitié du IIe siècle av. J.-C. vit une pause dans le mouvement de colonisation. Mais il revient, comme enjeu des luttes politiques entre conservateurs (les optimates) et réformateurs romains (les populares) : l’apparition du problème agraire et la paupérisation des petits agriculteurs causée par la mobilisation sur les guerres lointaines, la concurrence des biens importés et la production des grands propriétaires amène à considérer parmi d’autres solutions la reprise des lotissements agraires et la création de nouvelles colonies au profit des citoyens pauvres. Le consul Laelius l’envisage en 140 av. J.-C., puis renonce. Les Gracques font passer en 133 av. J.-C. des lois pour le lotissement de l’ager publicus, puis en 123 av. J.-C. pour la colonisation de Carthage, Corinthe, Tarente.
La multiplication des guerres au IIe siècle crée aussi des problèmes de mobilisation, et là encore la solution à  ces événements va concourir au mouvement de colonisation : Scipion Emilien doit faire appel à des volontaires pour compléter ses troupes pour la guerre de Numance, et en 123 av. J.-C. et en 107 av. J.-C. avec Marius, le cens minimum pour servir dans l'armée est abaissé et l’engagement des volontaires systématisé. À l’armée de citoyens de classe aisée ou moyenne se substitue une armée de volontaires prolétaires et ruraux, qui attend tout de son chef : solde, butin, cadeaux lors des triomphes et à la démobilisation, des terres lors d’assignations coloniales.
Les fondations directes de colonies latines se raréfièrent, avec l’octroi de la citoyenneté romaine à tous les citoyens latins d’Italie.

### À la fin de la République et sous l’Empire

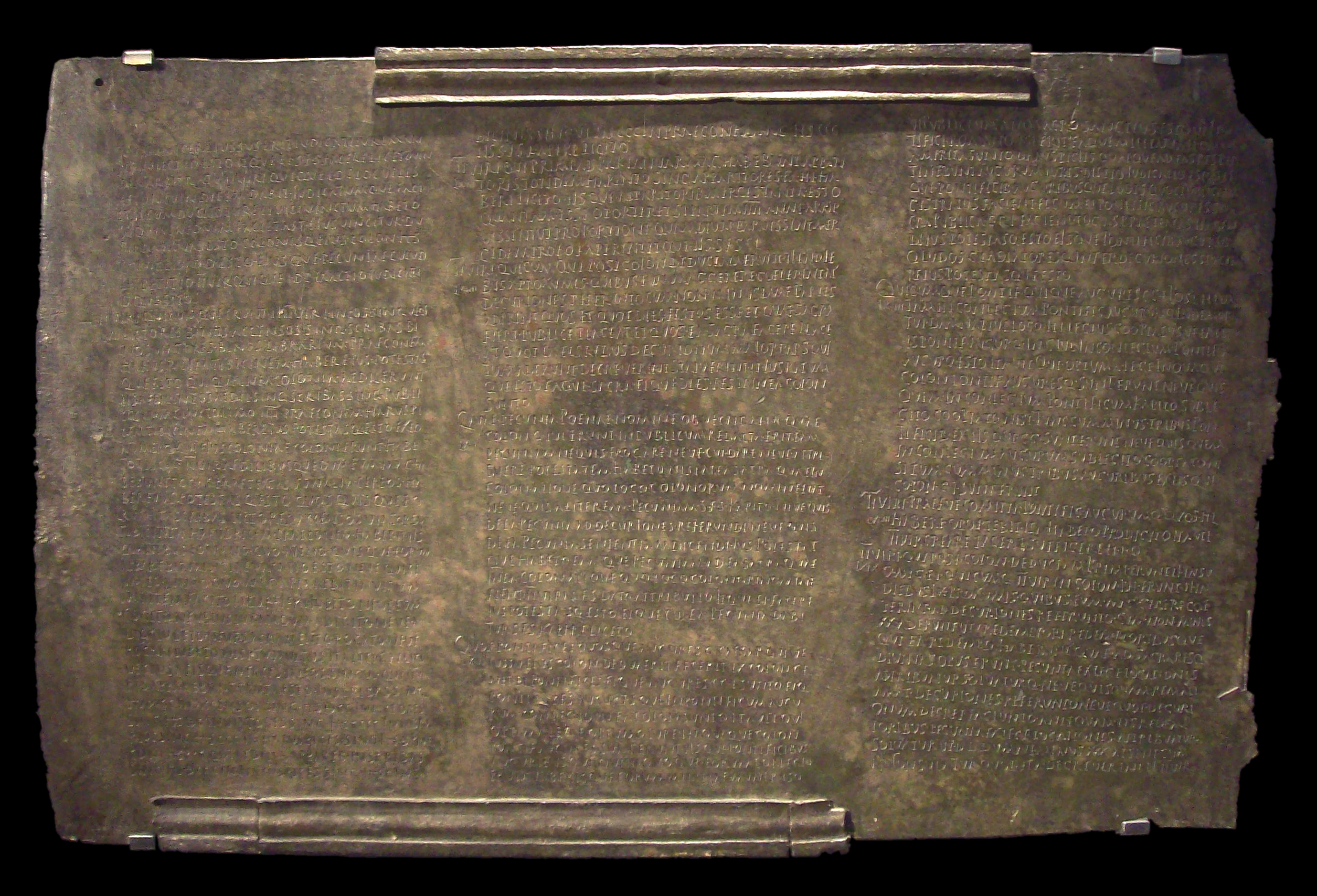
Inscription sur bronze dite lex Ursonensis (Espagne). Il s'agit du règlement municipal attribué à la colonie d'Urso lors de sa fondation sous Jules César. La lex Ursonensis est un des principaux documents nous permettant de saisir l'organisation politique des colonies romaines

Les créations de colonies romaines s’accélèrent et s’étendent lors des dernières années de la république romaine et au début de l’Empire romain, sous Jules César et Auguste, avec la démobilisation massive des légions romaines : 80 000 citoyens sont installés par Jules César dans les colonies ; les 500 000 soldats mobilisés au début du règne d’Auguste forment une masse de vétérans candidats à la déduction de colonies.
La conquête de la Bretagne et l’organisation des limes sur le Rhin et le Danube sous les Flaviens et au début des Antonins s’accompagne de la fondation de nouvelles colonies aux emplacements stratégiques.
Ces colonies impériales sont nommées par le nom de famille de l’empereur (Augusta, Claudia, Flavia, Ulpia) souvent complété d’une appellation locale (géographique ou ethnique), et avec parfois un titre honorifique (Copia = riche, Emerita = émérite - Mérida en Espagne).
Parallèlement, le statut de colonie latine est accordé à des cités indigènes anciennes, il faut toutefois distinguer ce statut de la concession du droit latin qui peut être donné à toutes les cités d’une province : Vespasien accorda ainsi le droit latin à toutes les cités d’Espagne.

## Le succès des colonies
Les colonies romaines furent au fil du temps un puissant facteur de romanisation des pourtours de la Méditerranée et de plusieurs régions de l'Europe, grâce aux colons italiens ou originaires de provinces bien romanisées parlant le latin. Leur rôle de modèle de civilisation urbaine et leur activité économique facilitèrent l’intégration des populations soumises. Des colonies furent aussi créées dans les territoires orientaux, sur des cités existantes, qui dans ce cas conservèrent leur civilisation grecque.
Sur une période de plusieurs siècles, la politique romaine de fondation de colonies ne connut qu’exceptionnellement des problèmes, ce qui traduit son succès d’ensemble, selon les historiens:
- en 123 av. J.-C., projet des Gracques de fondation d’une colonie sur les ruines de Carthage. Impie en raison de la malédiction de 146 av. J.-C. prononcée sur ces ruines, le projet coûta la vie à son auteur, et fut interrompu par décret en 121 av. J.-C.. Jules César le réalisa au siècle suivant en fondant la Colonia Julia Carthago, dont la prospérité fut grande.
- en 132, le projet d'Hadrien de relever les ruines de Jérusalem par une colonie Colonia Aelia Capitolina suscita une nouvelle révolte des Juifs.